# Alopecosa leonhardii
Alopecosa leonhardii là một loài nhện trong họ Lycosidae.
Loài này thuộc chi Alopecosa. Alopecosa leonhardii được Embrik Strand miêu tả năm 1913.